# 세키네 히로키
세키네 히로키(일본어: 関根 大輝, 2002년 8월 11일~)는 일본의 축구 선수이다.

## 구단 경력
2023년 J1리그의 가시와 레이솔에 입단하였다. 2025년 스타드 드 랭스로 이적했다.

## 국가대표팀 경력
그는 2022년 아시안 게임에 참가할 일본 U-23 국가대표팀에 발탁되었으며, 준우승에 기여했다.
2024년 AFC U-23 아시안컵에 출전, 우승에 기여했다. 2024년 하계 올림픽에도 출전, 3경기에 출전, 8강 진출.
2025년 FIFA 월드컵 예선에 참가할 일본 국가대표팀에 발탁되었으며, 6월 5일 오스트레일리아와의 경기에서 데뷔했다.